# سقانفار ریکنده
سقانفار ریکنده مربوط به دوره قاجار است و در شهرستان قائم شهر، بخش مرکزی، روستای ریکنده واقع شده و این اثر در تاریخ ۵ تیر ۱۳۸۴ با شمارهٔ ثبت ۱۱۹۴۵ به‌عنوان یکی از آثار ملی ایران به ثبت رسیده است.